# Distretto di Bouzguen
Il distretto di Bouzguen è un distretto della provincia di Tizi Ouzou, in Algeria.

## Comuni
Il distretto di Bouzguen comprende 4 comuni:
- Ath Zikki
- Bouzguen
- Idjeur
- Illoula Oumalou